# Wittdün auf Amrum
Wittdün auf Amrum település Németországban, Schleswig-Holstein tartományban, Amrum szigeten. Lakosainak száma 805 fő (2023. december 31.).

## Fekvése
Amrum szigetén fekvő település.

## Leírása
A településen található a sziget fő kikötője. Wittdün területén gyógyfürdők és a parton nudista strand is található.
Apály idején Amrum szigetéről a watton keresztül a szomszédos Föhr sziget 2 óra alatt elérhető gyalogosan is.

## Népesség
A település népességének változása:
| Lakosok száma | 692  | 280  | 813  | 804  | 804  | 829  | 828  | 805  |
|               | 1975 | 2015 | 2017 | 2018 | 2019 | 2021 | 2022 | 2023 |

## Közlekedés

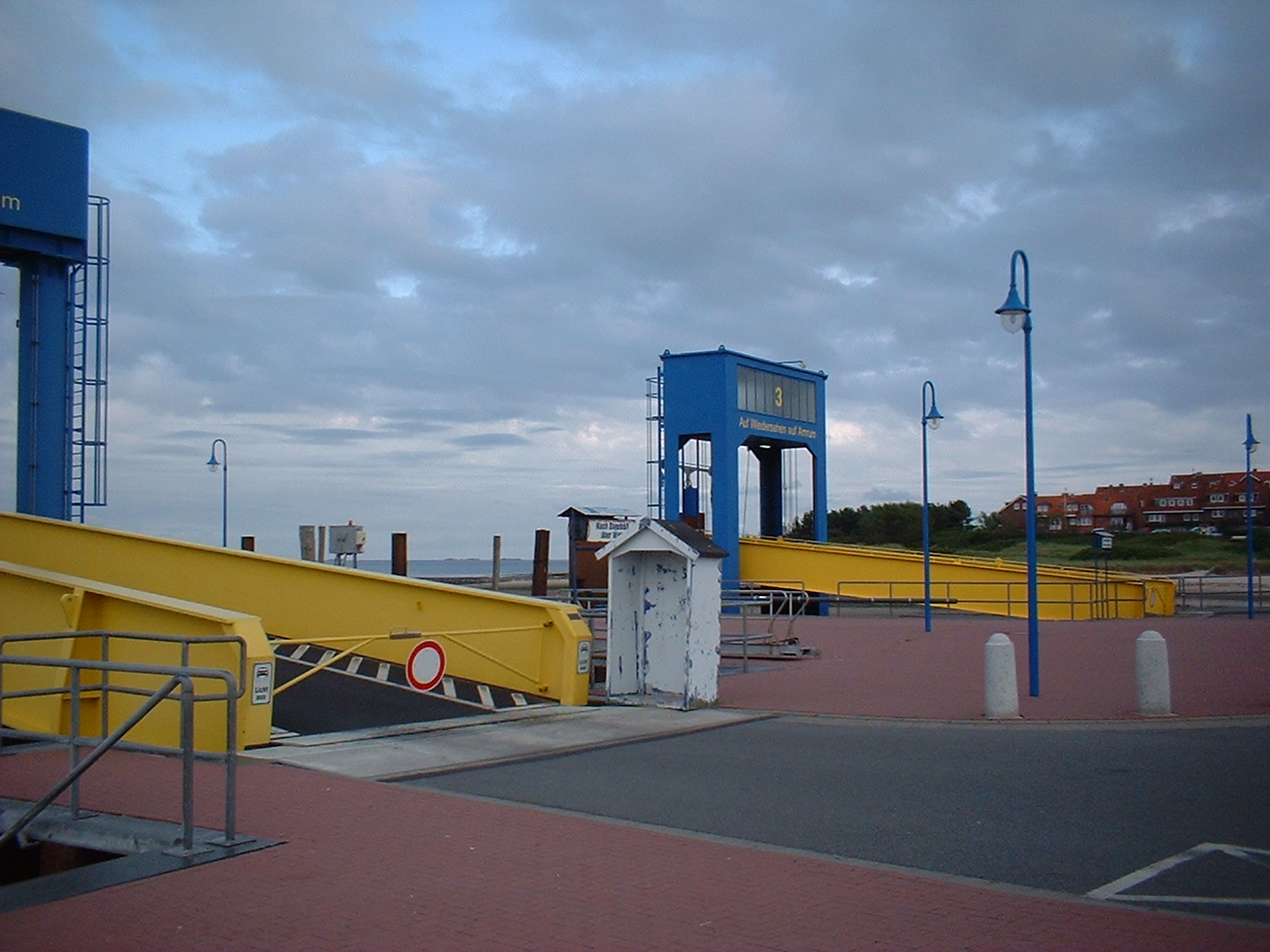
A rév

Wittdün kikötőjéből indulnak a hajók Dagebüllba.